# 미국 하원 외교위원회
미국 하원 외교위원회(United States House Committee on Foreign Affairs)는 미국의 외교에 관한 법안 및 조사를 관할하는 미국 하원의 상임위원회이다. 2023년부터 외교위원장은 마이클 맥콜(텍사스)이 맡는다.
이 위원회는 국가 안보 발전이 외교 정책에 미치는 영향에 관한 법률을 감독하는 광범위한 임무(전쟁력, 조약, 행정 협정 및 해외 군사 배치, 외국 지원, 무기통제, 국제 경제 정책 및 다른 문제)를 갖고 있다. 많은 책임은 세계 각 지역과 관련된 문제를 관할하는 6개의 상설 소위원회 중 하나에 위임된다. 이 위원회는 또한 미국 국무부, 미국 대사관 및 외교관, 미국 국제 개발청을 감독한다.
1975년부터 1978년까지, 1995년부터 2007년까지 두 기간 동안 외교위원회는 국제관계위원회로 명칭이 변경되었다. 그 의무와 관할권은 변함이 없었다.
상대측인 상원의 위원회는 미국 상원 외교위원회이다.